# Heinz Johannes

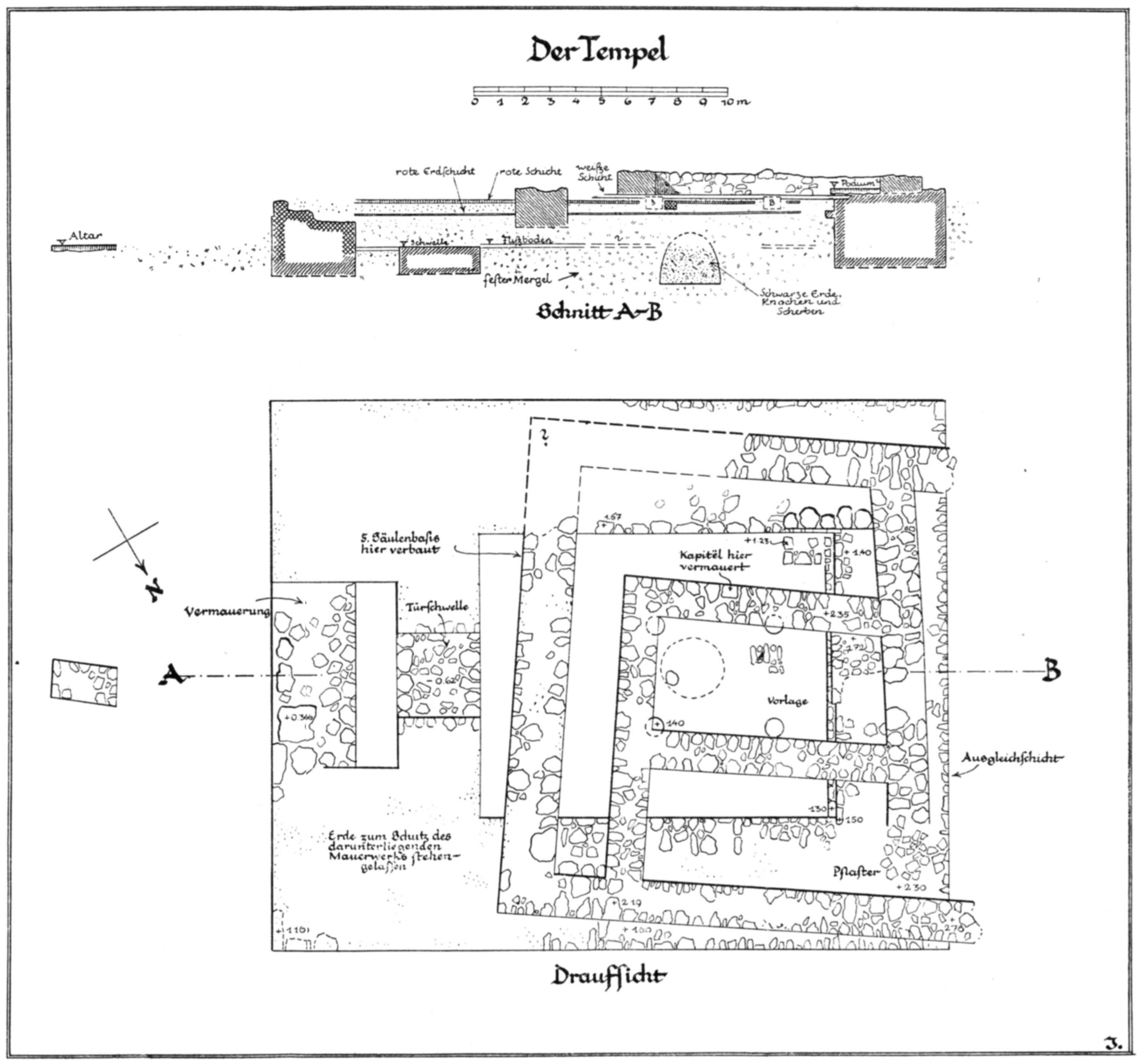
Heinz Johannes: Die Ausgrabung von Sichem – Der Tempel (Frühjahr 1927)

Heinz Johannes (* 16. Februar 1901 in Görlitz; † Januar 1945) war ein deutscher Architekt, Bauforscher und Denkmalpfleger.
Nach dem Studium der Architektur in München und Berlin von 1921 bis 1926 absolvierte er bis 1930 das Referendariat zum Regierungsbaumeister in Breslau und Berlin. 1931 publizierte er einen Führer zur modernen Architektur in Berlin. Heinz Johannes wirkte von 1931 bis 1938 als Assistent an der Abteilung Athen des Deutschen Archäologischen Instituts. 1934 befasste er sich mit der Perseia in Mykene, im Herbst 1935 war er mit Hans von Schoenebeck und Andreas Alföldi an der Erforschung des Galeriusbogens von Thessaloniki beteiligt. Auf Samos arbeitete er zu den Säulenbasen des Heratempels, in Larisa am Hermos zu den Tempeln und den Tempelbezirken. Von Johannes stammen auch die Entwürfe für das Kerameikos-Museum und das Grabungshaus in Olympia. Seit 1938 war er wieder als Regierungsbaumeister (Assessor) in Berlin und Hirschberg tätig. 1938–1939 führte er die Bauaufnahmen des Mausoleum des Theoderich in Ravenna mit Robert Heidenreich durch. Seit Herbst 1940 war Johannes Gaukonservator für den Warthegau in Posen. Er lehrte 1944/1945 Denkmalpflege am Kunstwissenschaftlichen Institut der Reichsuniversität Posen und starb gegen Ende des Zweiten Weltkrieges im Januar 1945.

## Schriften
- Neues Bauen in Berlin. Ein Führer. Deutscher Kunstverlag, München 1931. (Nachdruck 1998 bei Mann, Berlin ISBN 3-7861-1983-X).
- mit Robert Heidenreich: Das Grabmal Theoderichs zu Ravenna. Steiner, Wiesbaden 1971.
- Zum Baubefund des Galeriusbogens in Saloniki, in: Hans Peter Laubscher: Der Reliefschmuck des Galeriusbogens in Thessaloniki. Berlin 1974, S. 160–165.